# チュウリップ
『チュウリップ』 (Chu♥lip) は、パンチラインが開発し、ビクターインタラクティブソフトウェアから2002年10月3日に発売されたPlayStation 2用のロールプレイングゲーム。
老若男女問わずあらゆる登場人物達と「チュウ」(キス)できるという変わったシステムと、どこか懐かしい昭和中頃を思わせる世界観が特徴。
チュウを通して経験を積み、最終目的は舞台となる鶴亀町で出会ったあこがれのヒロインとのチュウすること。だが、主人公の評価が低いとチュウすることはできない。先ずは街中で起こる小さな事件を解決したり、疲れ切った人々の心を解きほぐしたりして、評価を上げていく。それにしたがって主人公の行動範囲も広がっていく。
ロールプレイングゲームの体裁を取りながら戦闘はなく、いわゆるラブデリック系ゲーム特有のゲーム構成が本作でも見て取れる。

## 主人公とヒロイン
主人公
ある日、父親とふたり「鶴亀町」のオンボロ平屋に引っ越して来たイガグリ頭の少年。詰め襟の学生服に学帽と肩掛けカバンを身につけている。一応地タマ中の生徒らしい。引越し当日出逢ったヒロインとチュウする夢を見て、彼女に恋焦がれる様になる。
名前はプレイヤーが任意につけることができる。便宜上のデフォルトネームはパンチラたろう。
ヒロイン
セーラー服と頭の赤いリボンが特徴の女の子。地タマ中の生徒で、主人公が夢で見た女の子に類似するあこがれの人。ゴローとユリのひとり娘だが、両親の喧嘩に嫌気が差し、空き地の土管をねぐらに家出生活をしている。
名前はプレイヤーが任意につけることができる。便宜上のデフォルトネームはチラパンこ。

## OB
OBは地上に住み、それぞれ悩みを抱えている。
ダンディー
鶴亀三丁目で医院を経営している。昼間は昼寝をしていて、話しかけると診察を受けられる。夜は姿を変え、街中を歩き回っている。ただし本人は記憶がないようである。
医院の名前は「やぶ医院」。
ツボヤス
鶴亀三丁目で骨董品屋「壷安」を営んでいる。街の住人の中ではかなりまともな人である。昔大事な宝物の金のタヌキを鶴に盗まれたようである。
この辺りの地主である。愛犬ロッキーを飼っている。
バタヤン
鶴亀三丁目の路面電車の中に住んでいる。普段は歌を歌って稼いでいる。しかし仕事がなくて悩んでいるようである。
大金持ちの家生まれで、昆虫について詳しい。
ミチル
鶴亀一丁目に住んでいる。昼間は街中の掃除をしている。話していると表情が変わる。夜になると壷に愚痴をこぼしているようである。
うまナスが大好物。
スモモ
鶴亀一丁目で駄菓子屋を営んでいる。入れ歯をなくすとしゃべれなくなる。ユリやレオが子供の頃にはよく店に来たらしい。
年齢は128歳。ただしあまりにも長生きしているので、町の人達は彼女の正確な年齢を知らない。
ポリス
鶴亀一丁目の鶴亀一丁目派出所に派遣されている巡査。昼間は落し物の管理をしてくれる。普段は優しいが犯罪スタンプが三つたまると容赦なく煩悩寺の墓の下にある牢屋へ連れて行かれる。
夜になると街を徘徊し、人を見ると容赦なく銃を発砲する。
ゴロー
鶴亀一丁目に住んでいる。妻のユリと焼き鳥屋に住んでいる。普段は酔っ払い、焼きイモ屋を経営している。
昔は嵐山小五郎という映画監督だった。
ユリ
鶴亀一丁目で焼き鳥屋を経営しているゴローの妻。芸術家肌の夫に不満を持っているようである。ユリの焼く焼き鳥はあまりおいしくなく、街の人は大体好きではない。
青春時代はツボヤスが親衛隊長である。
レオ
鶴亀一丁目で銭湯「亀の湯」を経営しているライオン。お風呂の入り方についてうるさい。お茶会が好きでハーブを持参すれば淹れてくれる。
目がいい。
車掌さん
鶴亀電鉄で勤続20年の車掌。桃鉄にでてくる貧乏神のパロディでなのねんが語尾につく。
ほういち
煩悩寺の和尚。すべての宗教が正しいという自論をもっている。
スズ
　煩悩寺に住む剣道少女。和尚の娘。竹刀で薪を割るほどの腕前。
小備太
煩悩寺の裏にある備長炭の洞窟に住む妖怪。とある剣豪が使っていた木刀が炭に焼かれ妖怪となった。妖怪となった後は剣の道に進み、備長炭先生と呼ばれるほどの剣豪に。
スズとの勝負に破れ現在の小備太の姿になった。
ミカ
享年15。生前はレオと友達だった。夜な夜な煩悩寺にてお茶会を開いている。
目玉が時々落ちる。手も時々落ちる。
かかし
かかしヶ原に住むカカシ。へのへの工場の元金庫部長。今は脱サラして農業を営んでいる。
イスカンザル星人
宇宙語を話す宇宙人。ひょんなことにUFOがこの惑星に墜落する。
への工員
へのへの団地の工場で働く労働者達。顔がへのへのもへじで、全員に認識番号が与えられる。

## 地中人
普段は地中（自分の部屋）に住んでいる悩みを抱えた地タマ中の学生達。決まった時間に地上に顔を出すがカリカリしていることが多く、不用意に近づくと心が傷つけられる。

## 先生
地タマ中の先生。全員顔は同じ。チュウはできない。
- 鈴木道雄
- 山田旦
- 井上三郎丸
- 岩田左百合
- 斉藤純一

## その他の人物
こちらもチュウはできない。
- 父ちゃん
  - 主人公と共に鶴亀町に引っ越してきた。一日中新聞を読んでおり、様々な情報を提供してくれる。
- 駅長
- マッサージ師
- ハダカの少年
- 死神
- 透明人間